# Таджо, Вероника
Вероника Таджо (фр. Véronique Tadjo, 1955, Париж) — поэт, прозаик, художник Кот-д’Ивуар, автор книг для детей. Пишет на французском языке.

## Биография
Дочь чиновника из Кот-д’Ивуар и французской художницы, скульптора. Выросла в Абиджане, много переезжала вместе с семьей. Закончила Абиджанский университет, защитила диссертацию по афроамериканской литературе в Сорбонне. В 1983 по программе Фулбрайта училась в университете Хауарда в Вашингтоне. Преподавала в лицеях Кот-д’Ивуар, читала лекции в Абиджанском университете. Жила в Лагосе, Мехико, Найроби, Лондоне. В настоящее время живет в Йоханнесбурге, где с 2007 преподает в Университет Витватерсранда.

## Произведения

### Поэзия
- Latérite. Éditions Hatier, 1984 (на фр. и англ. яз.: Red Earth — Latérite, Washington UP, 2006)
- A vol d’oiseau, Éditions Harmattan, 1986 (на англ. яз. : As The Crow Flies, AWS Heinemann, 2001)
- A mi-chemin. Éditions Harmattan, 2000

### Романы
- Le Royaume aveugle. Éditions Harmattan, 1991 (на англ. яз.: The Blind Kingdom, Ayebia Clarke Publishing, 2008)
- Champs de bataille et d’amour. Éditions Présence Africaine; Les Nouvelles Éditions Ivoiriennes, 1999
- L´ombre d´Imana: Voyages jusqu’au bout du Rwanda, Actes Sud, 2000 (на англ. яз.: The Shadow of Imana: Travels in the Heart of Rwanda, Heinemann AWS, 2002)
- Reine Pokou. Actes Sud, 2005 (на англ. яз.: Queen Poku, Ayebia Clarke Publishing, 2009)
- Loin de mon père. Actes Sud, 2010

## Признание
Премия Агентства по культурному и техническому сотрудничеству (1983), премия ЮНИСЕФ (1993). Большая литературная премия Чёрной Африки (2005). Её повесть для детей Mamy Wata et le monstre вошла в список 100 лучших африканских книг XX века.